# Sulu köfte

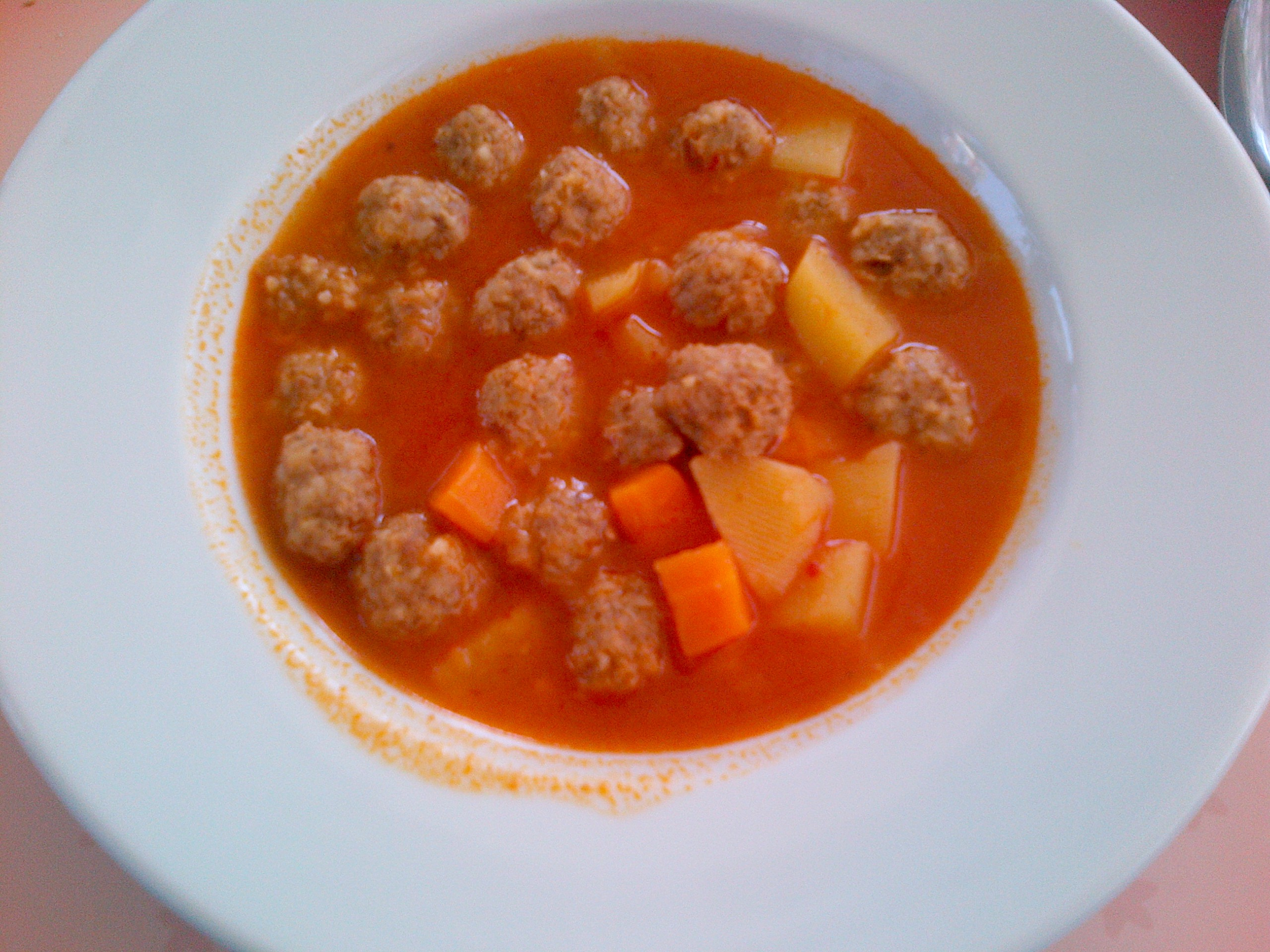
Sulu köfte

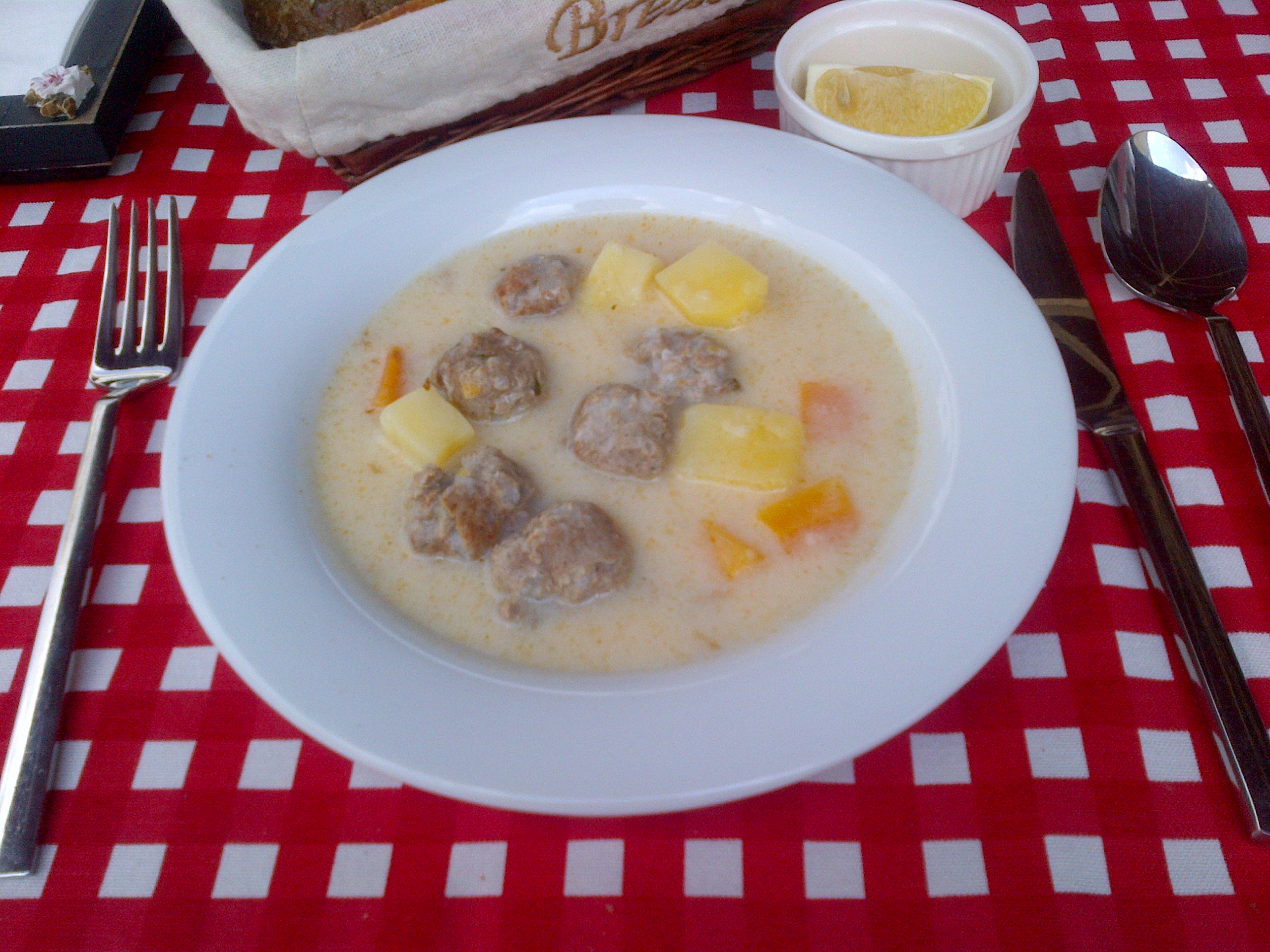
Ekşili köfte

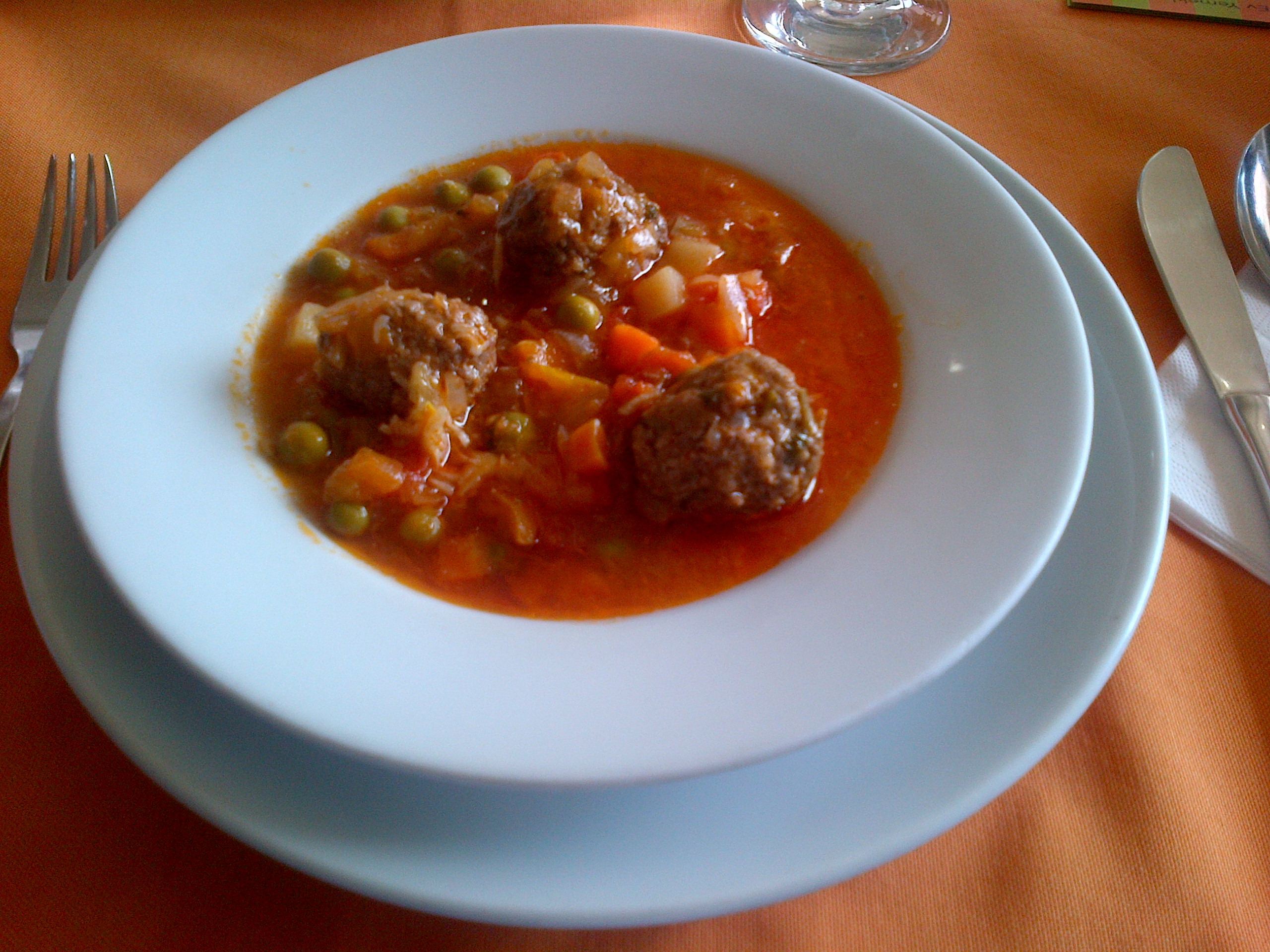
Sebzeli köfte, versió amb verdures de sulu köfte

Sulu köfte (turc per mandonguilles amb aigua) és un plat tradicional a la cuina turca.
És un plat de köftes rodons en forma d'estofat amb un brou no gaire espès. És semblant a les mandonguilles amb salsa de tomàquet de la cuina espanyola, on les boles de carn inclouen també arròs. A més, el brou o la sopa és menys densa per a menjar amb cullera i porta també patates i pastanages cuites.

## Variants o similars
Una variant d'aquest plat és el "ekşili köfte", (o terbiyeli sulu köfte) una preparació bastant similar, però amb menys o sense salsa de tomàquet a la qual s'afegeix una barreja d'ou i suc de llimona just abans d'acabar la cocció. Tant aquesta salsa com l'operació d'afegir-la s'anomenen "terbiye" en turc.
A la cuina turca existeixen altres köftes guisats, com els İzmir köfte que són cilíndrics i porten una salsa bastant espessa.
"Daş küftə" (köfte pedra) és la versió azeri de Nakhtxivan.